# Polymetme andriashevi
Polymetme andriashevi és una espècie de peix pertanyent a la família Phosichthyidae.

## Descripció
- Pot arribar a fer 20,9 cm de llargària màxima.
- 11-13 radis tous a l'aleta dorsal i 29-31 a l'anal.
- 45-46 vèrtebres.
- 16-17 fotòfors per damunt de l'aleta anal.[5][6]

## Hàbitat
És un peix marí i batidemersal que viu entre 545 i 600 m de fondària.

## Distribució geogràfica
Es troba al Pacífic sud-oriental.

## Observacions
És inofensiu per als humans.